# Rodzaje zużycia środków trwałych
Zużycie fizyczne środków trwałych oznacza zużycie substancji materialnej, z której dany składnik jest zbudowany. Zużycie fizyczne następuje zarówno na skutek używania składnika w działalności jednostki, jak i z przyczyn naturalnych, związanych ze starzeniem się zasobów majątkowych.
Zużycie ekonomiczne składników środków trwałych, nazywane inaczej zużyciem moralnym, oznacza utratę wartości użytkowych składników spowodowana postępem technicznym. W wyniku tego postępu niektóre składniki środków trwałych tracą swoją wartość, pomimo że nie zostały jeszcze zużyte pod względem fizycznym.